# Leynavatn
Leynavatn är en sjö i Färöarna (Kungariket Danmark).   Den ligger i sýslan Streymoyar sýsla, i den norra delen av landet, 19 km nordväst om huvudstaden Tórshavn. Leynavatn ligger 196 meter över havet. Den ligger på ön Streymoy. Trakten runt Leynavatn består i huvudsak av gräsmarker.